# Tinjan
Tinjan (em italiano:  Antignana) é um município da Croácia, situado no condado da Ístria. Tem 54,46 km² de área e sua população em 2011 foi estimada em 1.684 habitantes.